# تالکاهوانو
تالکاهوانو یک شهر در مرکز کشور شیلی است.
جمعیت این شهر در سال ۲۰۰۲ میلادی ۲۵۰۳۴۸ نفر بوده است.